# 神様のりんご
『神様のりんご』（かみさまのりんご）は、2010年8月27日にlight（ライト）より発売された日本の18禁恋愛アドベンチャーゲーム。
同ブランドの低価格シリーズ『さかしき人にみるこころ』、『どんちゃんがきゅ〜』、『まじのコンプレックス』ら全3作を完全収録したコンプリートボックスであり、シリーズ最終章に当たる『まじのコンプレックス』と同日に発売された。
初回特典としてシリーズ各作品のヒロインである真柄亜利美（声：青山ゆかり）、純紀子（声：まきいづみ）、純真路乃（声：木村あやか）の3人が出演するミニドラマCD「温泉!!三人娘のかしましガールズトーク!!」が同梱された。また、シリーズ全作を単体で購入してきた人にはlightのホームページから「かしましガールズトーク」のデータがダウンロードできるサービスが行なわれた。